# Egnasia hypomochla
Egnasia hypomochla là một loài bướm đêm trong họ Noctuidae.